# よしもと囲碁将棋バラエティー『イゴナマ!!』
『よしもと囲碁将棋バラエティー『イゴナマ!!』』（よしもといごしょうぎバラエティー・イゴナマ）は2022年2月7日から2024年5月27日まで、アール・エフ・ラジオ日本で月曜日18時30分 - 20時30分に生放送していたラジオ番組。

## 概要
パーソナリティは「よしもと住みます芸人」の神奈川県代表を務めるお笑いコンビの囲碁将棋（根建太一・文田大介）。ラジオ日本・横浜本社スタジオからの生放送で暮らしに役立つ情報トークを展開していた。
囲碁将棋は『囲碁将棋と奥田明日美のハッピーフロンターレ（イゴフロ）』を2020年2月より担当していた。『イゴフロ』は2022年2月7日放送分より当番組 終了後の20:15 - 20:30に奥田がパーソナリティを務める『ハピフロ』としてリニューアル。2023年5月よりハピフロが日曜日16:50に移動し本番組は20:30まで延長となっていた。

## 放送時間
| 期間                         | 放送時間         |
| ---------------------------- | ---------------- |
| 2022年2月7日 - 2022年3月28日 | 月曜 19:30-20:15 |
| 2022年4月4日 - 2023年4月24日 | 月曜 18:30-20:15 |
| 2023年5月1日 - 2024年5月27日 | 月曜 18:30-20:30 |

## 番組内容

### タイムテーブル（2024年4月現在）
- 18:30 - オープニング
- 18:35頃 - フリートーク
- 18:54 - 気象情報
- 18:56 - 交通情報
- 19:00 - 内包番組
  - 通常週『商船三井さんふらわあ presents めざせ! 北海道!!』
    - 知られざる北海道の観光地情報や最新情報など、フェリー「さんふらわあ」と北海道の魅力を紹介する。
    - 2023年9月までは『商船三井フェリーpresents』のタイトルだったが、同年10月より商船三井フェリーとフェリーさんふらわあの合併による新会社・商船三井さんふらわあの発足により、タイトルが変更された。

  - 最終週『Happy!!福井に来とっけの〜』
- 19:30 - フリートーク
  - 毎月最終週は、この時間が、根建が「新百合ヶ丘エルミロード」より中継するコーナーに充てられ、スタジオのアシスタントに飯塚治が入っていた。
- 19:30 - 今週の県警だより
- 19:40 - イゴナマ地域応援隊！
  - 1週目　里都まち なかいカフェ♪
  - 2週目　MIYAMAE from JC & DC
  - 3週目　かながわ森ラジ！
  - 4週目　ぐる～り宮ヶ瀬湖！
- 19:50頃 - フリートーク
  - 毎月最終週は、この時間が、根建がリポーターを務める外中継コーナーに充てられた。
- 20:00 - KAWASAKIシティーインフォメーション
  - 川崎市の広報番組に相当するコーナー。
  - 川崎市内のホットな話題を伝える。現・川崎市長の福田紀彦が出演することもあった。
- 20:22 - エンディング

### 気象情報・交通情報
- ここでは「ラジオ日本」という冠は付かず、それぞれ『イゴナマ・天気情報』『イゴナマ・トラフィックリポート』と称されていた。
- この時間だけの独自のBGMが使用されていた。
- 気象情報は文田が原稿を読み上げていた。天気概況や県内の警報・注意報を伝えており、他の時間帯の『ラジオ日本ニュース』で併せて放送される気象情報に比べると内容が詳しかった。ただし、文田のみがスタジオ出演となる毎月最終週に限り、飯塚治が担当していた。
- 提供スポンサーである『とんかつはまや』にちなむ「とんかつギャグ」を根建が毎回披露していた。

### 内包番組
- 19:00 - 19:30に放送していた『商船三井さんふらわあpresents めざせ! 北海道!!』及び『Happy!!福井に来とっけの～』は番組表上では独立番組となっており、本番組は18:30 - 19:00を前半、19:30 - を後半としていた。
- 『商船三井さんふらわあpresents めざせ! 北海道!!』は当番組終了後は後継番組『マツラジ』のEXILEの松本利夫とスカイサーキットの松本勇馬が担当して放送を継続する。
- 毎月最終週に放送している『Happy!!福井に来とっけの～』は、福井放送との共同制作番組で、2024年3月までは『しあわせになるラジオ』と題していた。福井放送では同日の21:30 - 22:00での放送だった。

### 以前の番組内容
- 2022年4月18日 - 5月9日の間は、19:40から『知ってナットク! 足柄茶』という特別企画を放送していた。

## 過去の出演者
奥田明日美（～2022年9月26日）最終週のみ「あすみんの謎解き中継」で出演。